# زیاما ماسیف
زیاما ماسیف (به لاتین: Ziama Massif) یک منطقهٔ مسکونی و جنگل در گینه است که در Nzérékoré Region, Guinea واقع شده‌است.